# Marcus Caelius Rufus
Marcus Caelius Rufus (84 - 48 v.Chr.) was een Romeins orator en politicus uit de gens Caelia, die leefde tijdens de bewogen 1e eeuw v.Chr. Hij was bevriend met Marcus Tullius Cicero, van wie hij les kreeg, en Catullus, de dichter.
Hoewel hij weinig grote verwezenlijkingen op zijn naam heeft staan, kennen we hem van enkele rechtszaken.
In 59 v.Chr. klaagt hij Gaius Antonius Hybrida (consul samen met Cicero in 63 v.Chr.) aan wegens corruptie in de provincie Macedonië. Hierom en omdat Hybrida een dubieuze houding had aangenomen in de zaak-Catilina, werd hij verbannen naar Cephallenia. Caesar zou hem in 45 v.Chr. gratie verlenen.
In 56 v.Chr. klaagt hij Lucius Calpurnius Bestia aan. Bestia wordt vrijgesproken maar Caelius probeert het nog een keer met nieuw bewijsmateriaal.
Hiermee maakt hij zich niet populair bij Bestia's zoon, Lucius Sempronius Atratinus, die hem een proces aandoet. Ook Publius Clodius Pulcher en diens zus Clodia (waarschijnlijk is zij de vrouw die in de gedichten van Catullus "Lesbia" genoemd wordt) voegen nog beschuldigingen toe en Caelius moet voor de rechtbank verschijnen. Vooral door de hulp van - alweer - Cicero wordt hij vrijgepleit. Pro Caelio werd een van Cicero's bekendste pleitredes. Caelius werd omstreeks deze zelfde tijd beschuldigd van de moord op Dio van Alexandrië.
Oorspronkelijk was hij lid geweest van de optimates, maar om financiële redenen koos hij tijdens het Eerste Triumviraat voor de kant van de populares en dus ook Caesar, die hem in 48 v.Chr. tot praetor benoemde. Terwijl Caesar in Griekenland oorlog voerde, trachtte Caelius in verzet te komen, werd uit zijn ambt ontzet, uit Rome verdreven en nabij Thurii gedood.
Als auteur heeft hij ons enkele fragmenten van redevoeringen nagelaten en 17 brieven aan zijn vriend Cicero.

## Caelius en Cicero
De relatie tussen Caelius en Cicero was complex en kende verschillende hoogte- en dieptepunten. Nadat Caelius zijn toga virilis in ontvangst had genomen, verliet hij zijn ouderlijk huis en kwam hij bij Cicero en Marcus Licinius Crassus in de leer. Zodoende moet hij met deze grootste politieke figuren van die tijd een goede vriendschap en hechte band hebben opgebouwd.
Toen Caelius Cicero en Crassus achterliet om aan zijn eigen politieke carrière te werken, vertroebelde de relatie tussen hem en Cicero. Beiden stonden vaak diametraal tegenover elkaar in rechtszaken en hadden andere opvattingen over het politieke klimaat. De ambitieuze Caelius maakte naam met de vervolging van Antonius Hybrida, waarbij Cicero de verdediging van Hybrida op zich nam. De rechtszaak werd gewonnen door de aanklagers en Hybrida werd schuldig bevonden. Bij Caelius' poging om Bestia te vervolgen nam Cicero wederom de verdediging waar. Ditmaal was hij succesvol en werd Bestia vrijgesproken.
De verdediging van Caelius bij de aanklachten van Atratinus werd door zijn oude leermeesters opgenomen, Crassus en Cicero. Gezien het aantal onderlinge confrontaties in de rechtbank is het verwonderlijk dat Cicero de verdediging van Caelius op zich nam. Bovendien had Caelius ook een rol gespeeld in de Catilinische samenzwering. Caelius’ rol hierin moet door de aanklagers in zijn proces genoemd zijn of iedereen wist ervan, want Cicero moest in zijn verdedigingsrede toegeven dat Caelius zich bij Catilina had aangesloten. Cicero verdedigde Caelius door in te brengen dat alle jonge mannen fouten maken waarvoor ze later vergeven worden. Juist deze mensen zullen later de Romeinse staat dienen. De verdediging van Cicero leidde tot het gewenste effect: Caelius werd vrijgesproken van de aanklachten.
In de jaren na het proces lijken Cicero en Caelius geen contact meer te hebben gehad. Het begon pas weer wanneer Cicero werd aangesteld als gouverneur van de Aziatische provincie Cilicië. Cicero moet in Rome aan Caelius gevraagd hebben om hem op de hoogte te houden van alle gebeurtenissen in de stad. Caelius was als aedilis immers goed op de hoogte van het reilen en zeilen. Zodoende stelde Caelius Cicero in de brieven op de hoogte van de gang van zaken in Rome. Aan de andere kant verwachtte Caelius van Cicero dat hij hem panters uit het oosten zou sturen. Omdat Caelius in Rome aedilis was, wilde hij graag grootse spelen voor het volk organiseren, om zelf grote roem te vergaren. In de briefwisseling verzocht Caelius herhaaldelijk – Cicero ging lange tijd niet in op het verzoek – of Cicero de panters naar Rome wilde sturen. Cicero en Caelius onderhielden zodoende op afstand een zakelijke relatie, die niet lijkt op de persoonlijke briefwisselingen van Cicero met zijn beste penvriend, Atticus.
Deze brieven aan Atticus zijn doordrenkt met allerlei Griekse woorden. Cicero voegde honderden code-switches (de afwisseling tussen Grieks en Latijn) toe aan de brieven om zo een goede vriendschap met Atticus te bewaren en intimiteit te creëren. Met Atticus, zijn broer Quintus, de Caesarmoordenaars Cassius en Brutus en zijn secretaris en voormalig slaaf Tiro vormde Cicero een mannelijke vriendengroep die middels brieven over allerlei intellectuele onderwerpen correspondeerde: persoonlijke zaken, politiek, filosofie etc. Hierin was Grieks een middel dat de intimiteit tussen de correspondenten versterkte. Caelius behoorde niet tot deze groep. Weliswaar schreef Cicero twee woorden Grieks in brieven aan Caelius, maar dit valt in het niet bij het Grieks van de vriendengroep. Dit wijst er eveneens op dat de relatie tussen Cicero en Caelius al lang bekoeld was en dat beide heren met elkaar omgingen wanneer ze elkaar nodig hadden.

## Caelius in dePro Caelioen de correspondentie van Cicero
De twee belangrijkste contemporaine, oftewel eigentijdse, bronnen over Caelius zijn de Pro Caelio en de correspondentie van Cicero. 
De Pro Caelio is een redevoering waarin de beroemde redenaar Cicero Caelius tegen een aanklacht van politiek geweld (de vi) verdedigt. Deze redevoering, die in de Oudheid al door veel auteurs gelezen en van commentaar voorzien werd, wordt vandaag de dag nog altijd gelezen en heeft Caelius zijn onsterfelijkheid geschonken. De in de redevoering beschreven gebeurtenissen gaan over de jaren tussen Caelius’ aannemen van de toga virilis toen hij vijftien jaar oud was en de tweede dag van de rechtszaak op 4 april 56 v.Chr., de eerste dag van de Ludi Megalenses. De correspondentie, die onderdeel uitmaakt van Cicero's grotere correspondentie Epistulae ad Familiares ('Brieven aan familie en vrienden)', bestaat uit een (niet volledig overgeleverde) verzameling van maar liefst 22 brieven, waarvan er acht van Cicero en veertien van Caelius zijn. Caelius' brieven zijn verslagen over de gebeurtenissen in Rome tijdens Cicero's afwezigheid in de hoofdstad, Cicero's brieven zijn antwoorden op deze verslagen. De brieven dateren uit de periode van eind mei 51 tot eind september 50 v.Chr., waarbij Caelius vanaf januari 50 het ambt van aedilis curulis bekleedde.
De manier waarop Caelius in de redevoering, waarin overtuiging een belangrijkere rol speelt dan de weergave van de feitelijke gebeurtenissen, door Cicero wordt gekarakteriseerd, komt zeer goed overeen met de manier waarop Caelius in de correspondentie, die alleen voor de ogen van Cicero en Caelius bedoeld was en daarom een betrouwbare weergave van de werkelijkheid weergeeft, naar voren komt.
Omgang met Cicero: Caelius wordt neergezet als een jongeman die, zeker in zijn jonge jaren, altijd in het gezelschap van zijn leermeester Cicero was. In de Pro Caelio zegt Cicero hierover: 'Niemand zag hem ooit (...) in het gezelschap van zijn vader, mij, of in het uiterlijke fatsoenlijke huis van Marcus Crassus' (Cael. 9). Zeker tot Cicero's consulaat in 63 v.Chr. bevond Caelius zich altijd in het gezelschap van zijn leermeester (Cael. 10). Hun voortdurende samenzijn zorgde er zeer waarschijnlijk voor dat deze relatie tot een ware vriendschap uitgroeide, waarnaar Cicero aan het einde van de redevoering verwijst (Cael. 77). In de correspondentie wordt dit beeld bevestigd wanneer Caelius schrijft hoe zeer hij zijn vriend mist: 'Toen jij in Rome was, was dit voor mij een zekere en meest aangename vrijetijdsbesteding, om met jou deze vrije tijd door te brengen; en niet mis ik dat een beetje, zodat ik mezelf niet alleen eenzaam voel, maar Rome na jouw vertrek een woestijn lijkt te zijn geworden, en ik, zoals mijn onverschilligheid is, ging vaak gedurende vele dagen niet naar je toe toen je hier was, maar nu word ik dagelijks gemarteld dat je er niet bent om naartoe te gaan.' (Fam. 8.3). Hun omgang moet dusdanig goed zijn geweest, dat Caelius het aandurfde om aan het einde van dezelfde brief een verzoek te doen: 'Ik verlang dat er te midden van jouw vele geschriften één werk bestaat dat de herinnering aan onze vriendschap ook voor het nageslacht levend houdt.' (Fam. 8.3).
Recht: Caelius wordt verder neergezet als iemand die niet alleen voor het gerecht gedaagd wordt, maar ook zelf een enorme procedeerlust heeft. Deze procedeerlust wordt vanaf het begin van de redevoering duidelijk, wanneer Cicero in zijn redevoering aangeeft dat Caelius de vader van de aanklager in deze rechtszaak, Lucius Calpurnius Bestia, 'voor het gerecht gedaagd heeft en nogmaals zal dagen.' (Cael. 1). De leden van de jury hebben zijn redenaarstalent niet voor het eerst mogen aanschouwen (Caelius heeft zichzelf vóór Cicero's redevoering in een eigen redevoering verdedigd) en Cicero benadrukt zijn 'manier van spreken, zijn spreekvaardigheid en de rijkdom aan gedachten en woorden' (Cael. 45). In de correspondentie wordt dit beeld bevestigd en schrijft Caelius aan Cicero wat hij deed toen hij hoorde dat er door zijn vijand Gaius Sempronius Rufus een aanklacht tegen een van zijn vrienden, een zekere Marcus Tuccius, werd ingediend: 'Zodra ik dit hoorde, rende ik ongevraagd naar de beklaagdenbank; ik sta op, en ik maak geen woord aan de zaak vuil, neem de gehele Sempronius stevig onder handen (...)' (Fam. 8.8). Uit een andere brief wordt duidelijk dat Caelius niet alleen kritisch op zijn vijanden, maar ook op zijn vrienden is. Toen zijn vriend Marcus Valerius Messalla volgens hem onterecht werd vrijgesproken schreef hij: 'Zelfs ik, hoewel ik vanwege mijn vriendschap volledig aan zijn kant stond en me reeds had voorbereid op het treuren, stond verbaasd, toen het gebeurde, en het voelde alsof ik genomen was.' (Fam. 8.2).
Politiek: Caelius wordt ten slotte ook neergezet als een jonge, ambitieuze politicus. Cicero maakt duidelijk dat Caelius zowel door zijn stadsgenoten (Cael. 5) als door vooraanstaande mannen (Cael. 73, 77) op politiek gebied werd geprezen. In de laatste zin van de redevoering maakt hij duidelijk waarom het zo belangrijk is dat de leden van de jury zijn cliënt vrijspreken: 'Als jullie hem (Caelius) voor mij (Cicero) redden voor zijn familie en vrienden, voor de staat, zullen jullie hem gunstig gezind, toegewijd, gebonden aan jullie en jullie kinderen hebben, en jullie in het bijzonder, leden van de jury, zullen de vruchtbare en langlevende vruchten van al zijn krachten en inspanningen krijgen.' (Cael. 80). Caelius is een toekomstige, succesvolle politicus die zich gedurende zijn hele leven voor de Romeinse staat zal inzetten. In de correspondentie wordt dit beeld bevestigd. Hoewel hij zelf niet genoeg tijd heeft om Cicero over alle gebeurtenissen in Rome te verwittigen en verschillende mensen heeft aangenomen om dit voor hem te doen, zal hij Cicero weldegelijk persoonlijk over het politieke leven informeren. Hij schrijft hierover: ‘Als er een of andere grote politieke gebeurtenis plaatsvindt, dat wat die dagloners minder goed kunnen beschrijven, zal ik jou nauwkeurig schrijven op welke manier het gebeurd is, welke mening wordt aangehangen en wat ervan wordt verwacht.’ (Fam. 8.1) Caelius’ politieke inzicht is dusdanig goed, dat hij niet alleen verslag van het verleden en heden kan doen, maar ook van de toekomst.